# Metacapnodium smilacinum
Metacapnodium smilacinum är en svampart som först beskrevs av J.M. Mend., och fick sitt nu gällande namn av S. Hughes 1981. Metacapnodium smilacinum ingår i släktet Metacapnodium och familjen Metacapnodiaceae.   Inga underarter finns listade i Catalogue of Life.